# 有明網球森林公園
有明網球森林公園（日語：有明テニスの森公園）是位於東京都江東區有明二丁目的都立公園，1983年5月14日開園，為日本網球公開賽、東麗泛太平洋網球公開賽、全日本網球錦標賽等網球比賽的會場。面積163,382.38平方公尺。2020年奧運會和帕運會的網球比賽也在此進行。

## 概要
園內有48座網球場、草地廣場、慢跑步道、散步道、以及能容納1萬人的「有明競技場」（有明Coliseum、中央球場）。
入園免費。網球場除年末年始外全年無休，開放時間為7點至23點（可能隨時節、日期更動），需要事前預約與支付使用費。
網球場中，硬地球場有32座，草地球場16座，附設會所（更衣室、淋浴間、更衣室、大廳、餐廳）。
園區設有專用付費停車場、男女廁所8處、飲料自動販賣機。沒有兒童遊樂器材。部分地區有夜間照明。
此外，若搭乘臨海線，可透過國際展示場站西側的「競技場天橋」前往。

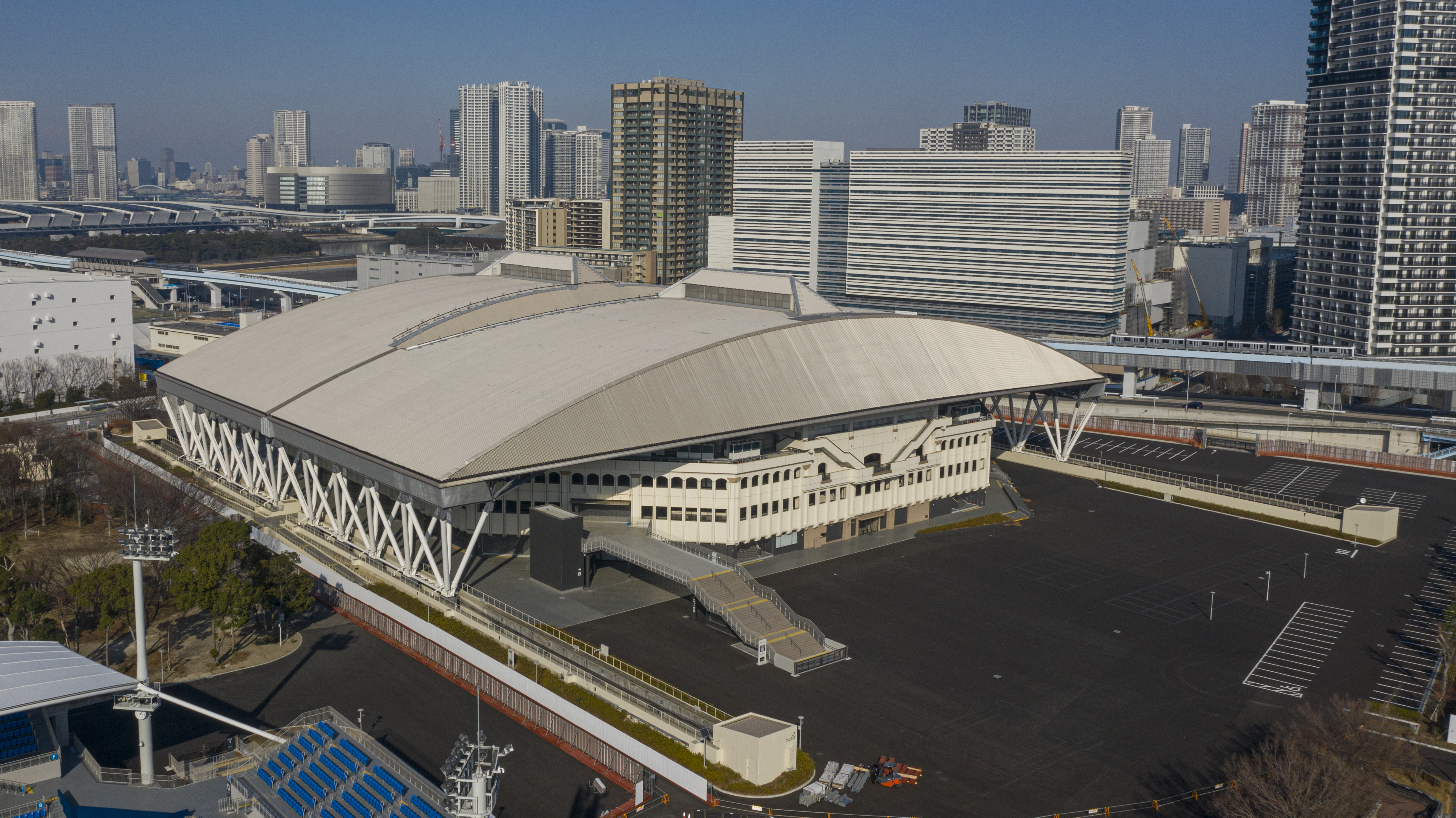
有明競技場
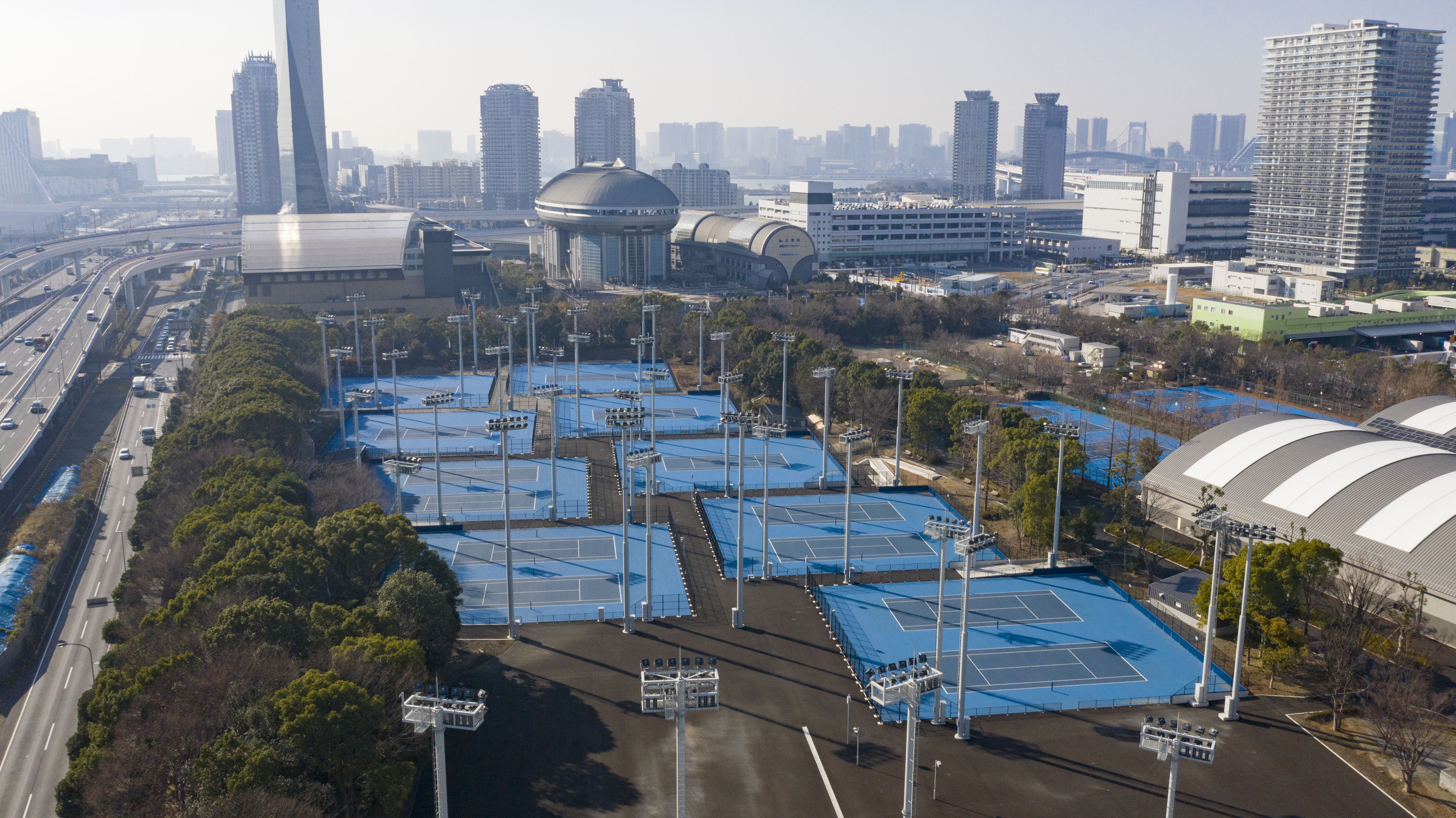
網球場
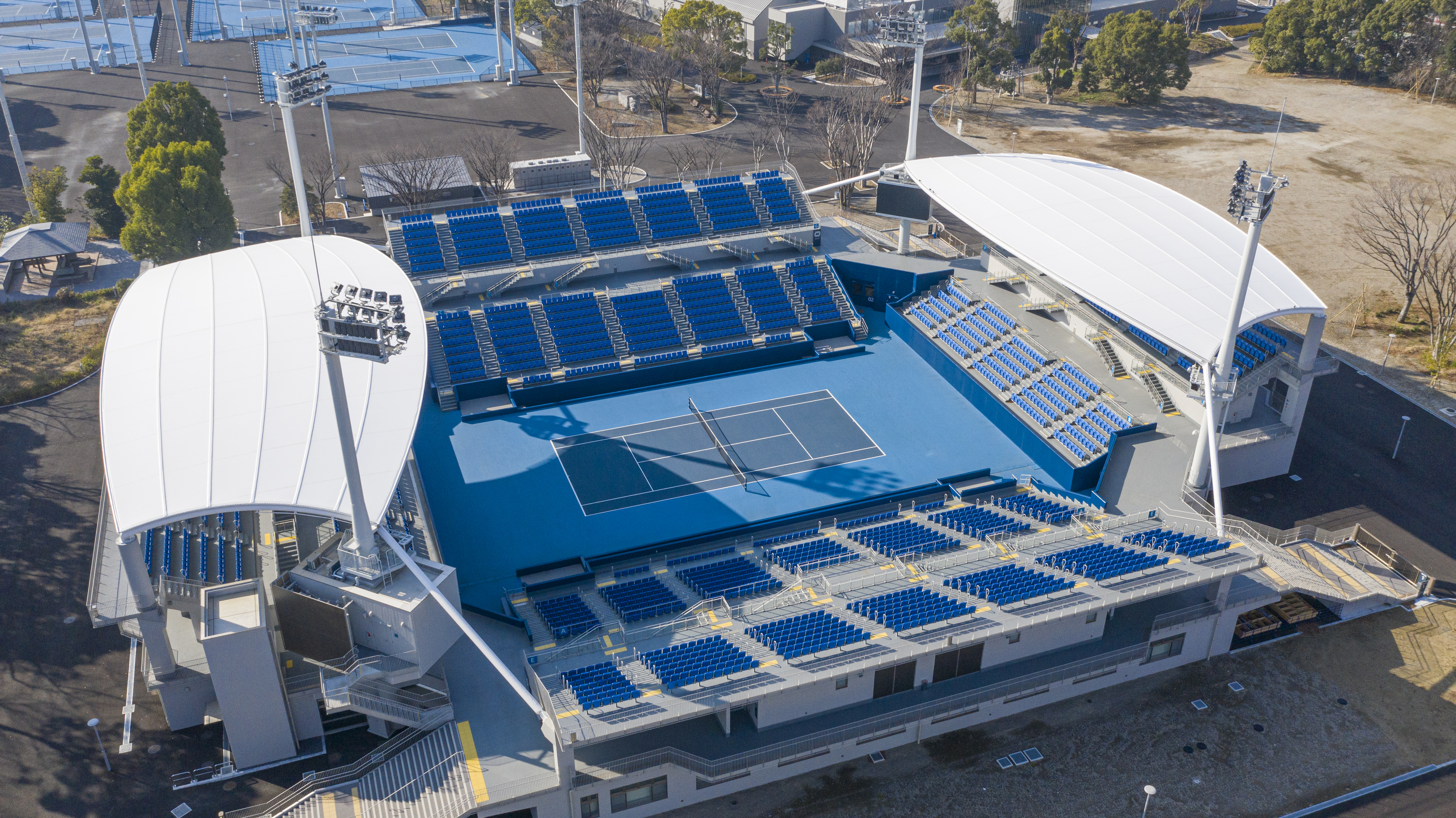
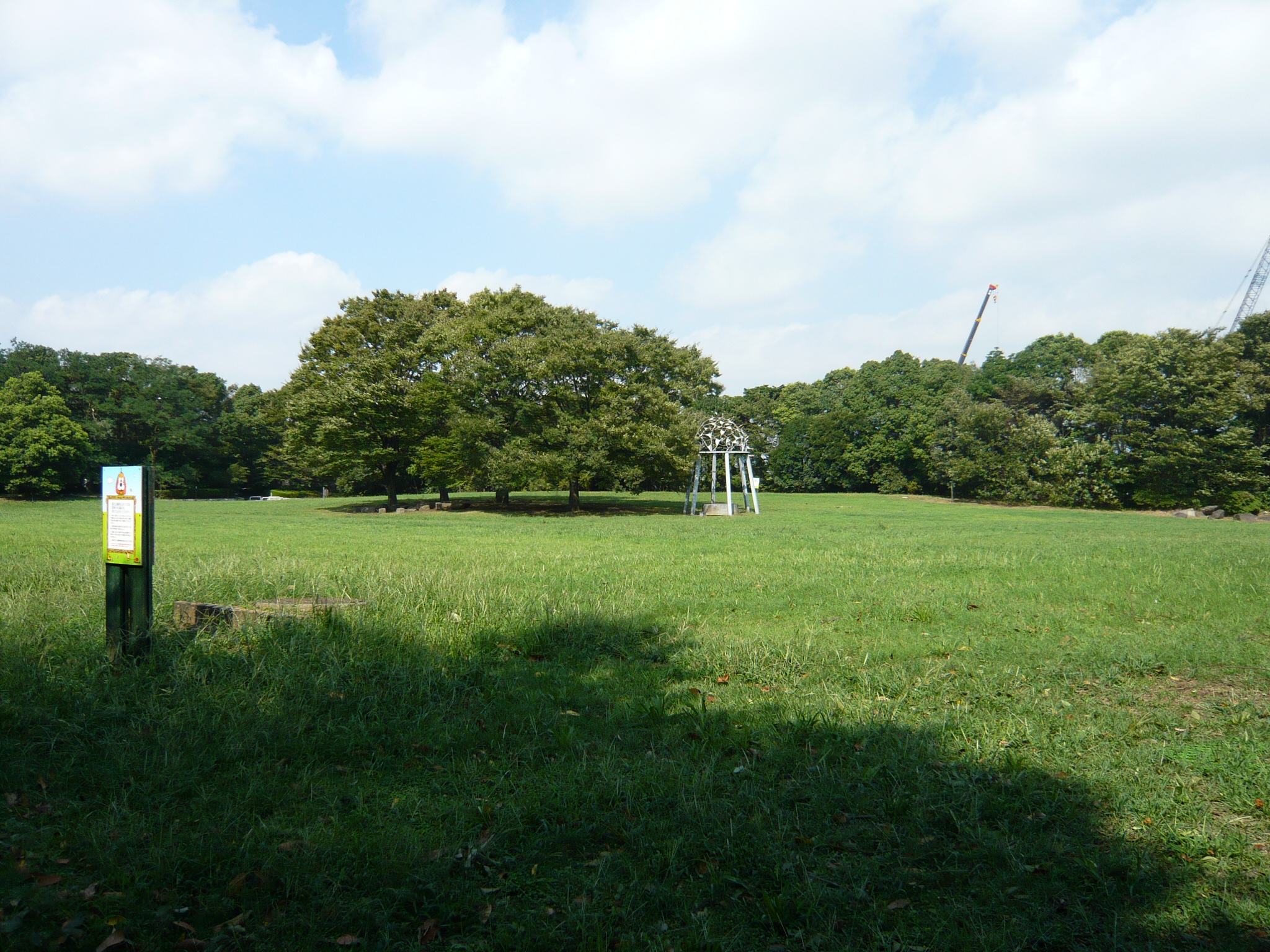
公園內的廣場
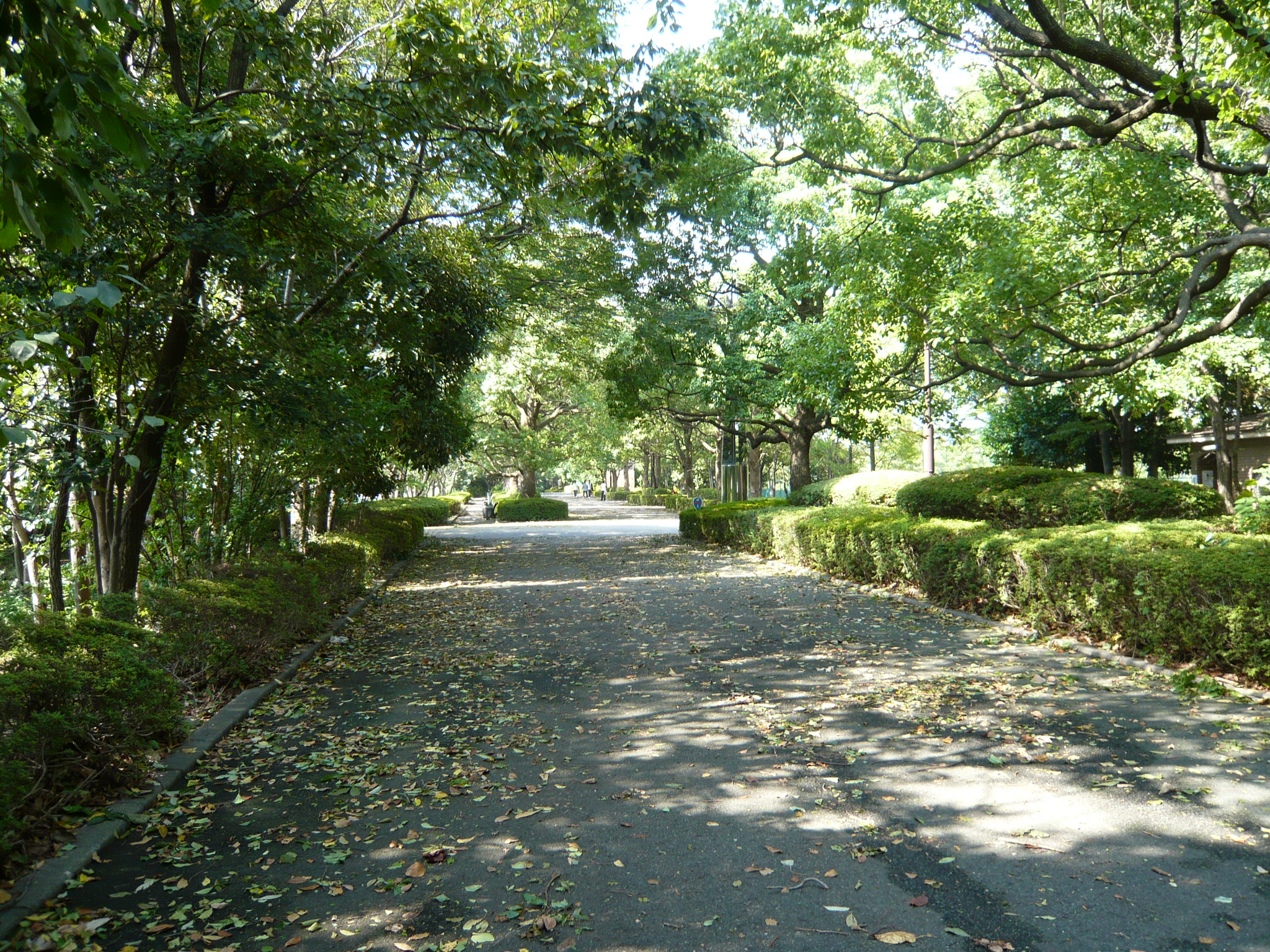
慢跑步道
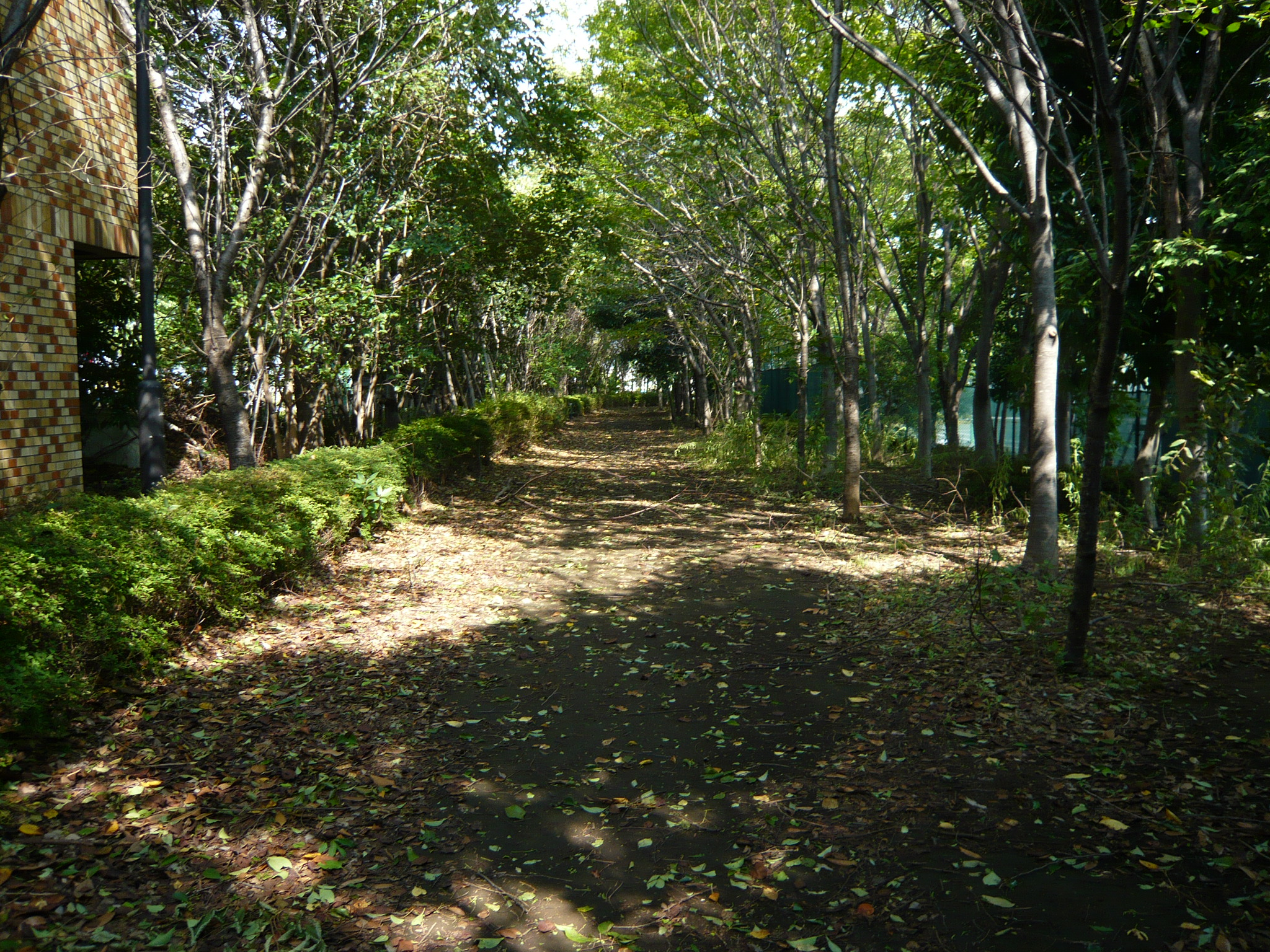
草木眾多的散步道
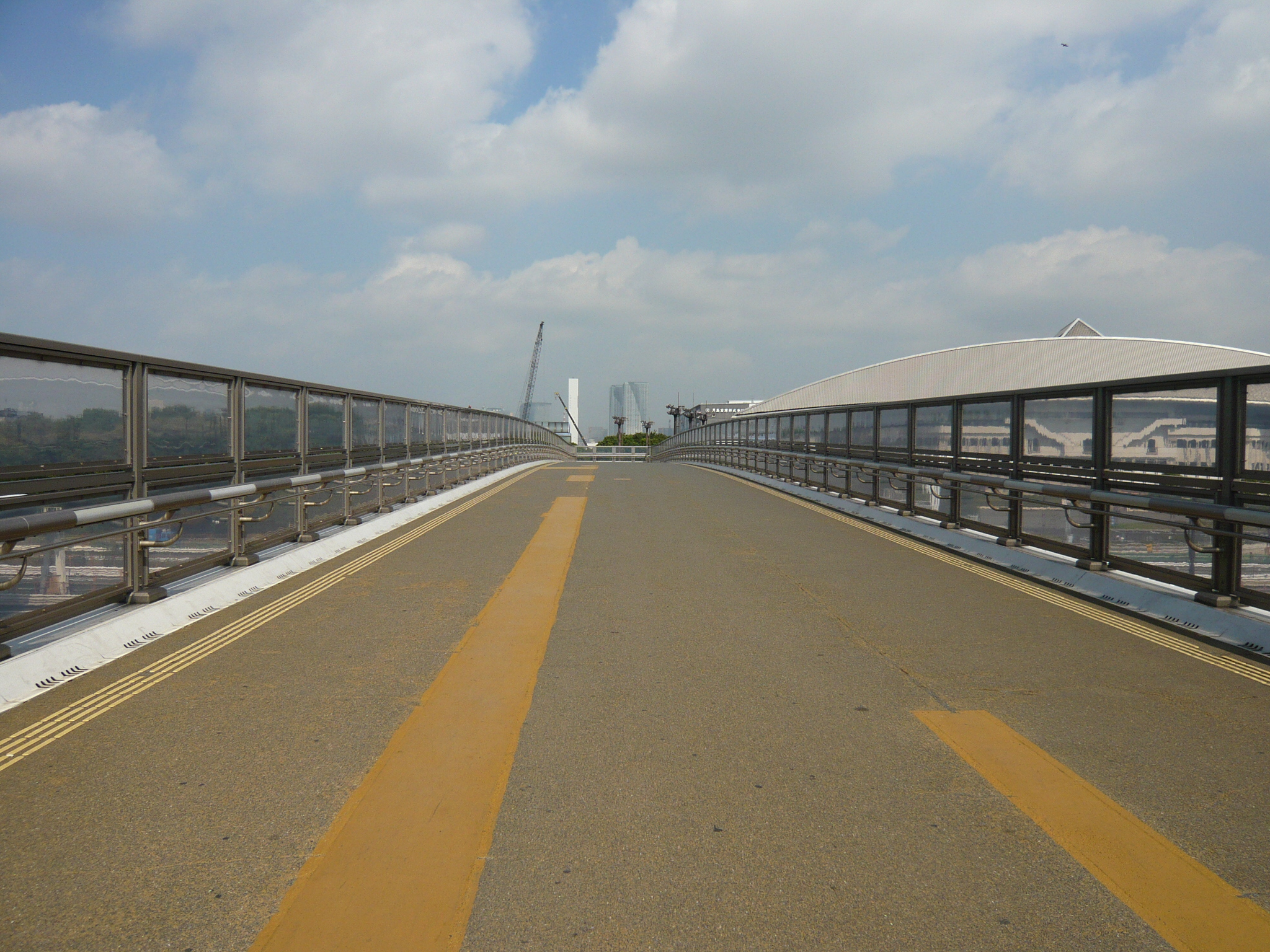
競技場天橋上

## 交通方式
- 都巴士海01系統、都05丙系統、東16系統「有明網球之森」下車。
- 百合鷗號有明站步行8分、有明網球之森站步行10分。
- 臨海線國際展示場站步行5分。

## 周邊設施

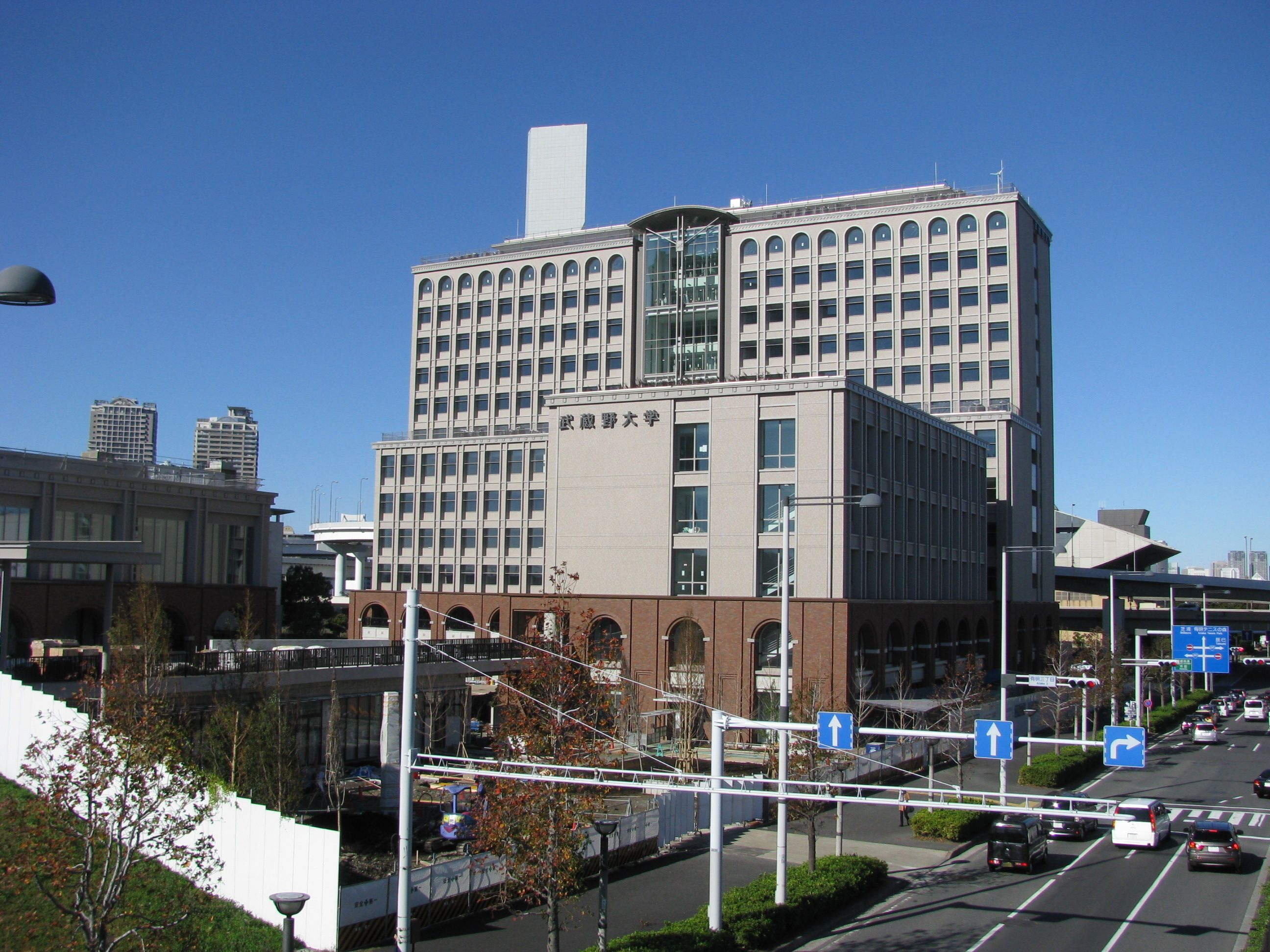
武藏野大學有明校區

- 東京國際展示場（又稱「東京Big Sight」）
- Symbol Promenade公園
- 東京臨海副都心
- 武藏野大學有明校區

## 備註
1. ↑  東京港海上公園ガイド「ぐる～っと海 オンライン」 （页面存档备份，存于）（2009年6月20日閲覧）
2. ↑  東京港海上公園ガイド「ぐる～っと海 オンライン」 （页面存档备份，存于）（2009年6月20日閲覧）
3. ↑  東京都スポーツ施設サービス 総合案内 的存檔，存档日期2014-08-26.（2009年9月1日閲覧）
4. ↑  東京港海上公園ガイド「ぐる～っと海 オンライン」 （页面存档备份，存于）（2009年6月20日閲覧）

## 外部連結
- 有明網球森林公園 （页面存档备份，存于）

| 前任： 田園競技場 | 日本網球公開賽 決賽會場 1983 - 1986 | 繼任： 有明競技場 |

Template:東京臨海副都心景點
35°38′6.9″N 139°47′17.6″E / 35.635250°N 139.788222°E